# Thomas Vinterberg
Thomas Vinterberg (Copenaghen, 19 maggio 1969) è un regista e sceneggiatore danese.
Tra i fondatori di Dogma 95, nel 1998 il suo film Festen - Festa in famiglia ha ricevuto il Premio della Giuria al Festival di Cannes. Nel 2020 riceve il plauso della critica e del pubblico per il suo film Un altro giro, che ottiene numerosi premi tra cui l'European Film Awards per il miglior film e il BAFTA per il miglior film non in lingua inglese.

## Biografia
Nel 1993 gira il suo primo corto, Sidste omgang (Last Round), con il quale si laurea alla scuola nazionale di cinema danese. Il corto riscuote subito un discreto successo di critica, riceve il premio della giuria e dei produttori al festival internazionale degli studenti di Monaco e si aggiudica il primo premio al Tel Aviv Film Fest. Nel 1994 gira Drengen der gik baglæns (The Boy Who Walked Backwards), suo secondo cortometraggio, col quale si fa notare anche dal pubblico e viene premiato al Brest European Short Film Festival. Il corto narra la storia di un ragazzo che, una volta morto suo fratello, scopre la sua capacità di tornare indietro nel tempo camminando a ritroso.
Nel 1996 segue il thriller De Største helte. Dalla sua adesione al manifesto Dogma 95 nasce Festen - Festa in famiglia, con il quale riscuote un notevole successo internazionale sia di pubblico sia di critica. Il film si aggiudica il premio della giuria al Festival di Cannes, mentre l'European Film Academy gli assegna il premio European Discovery. Nel 2003 è il regista di Le forze del destino, film con Sean Penn con il quale Vinterberg abbandona il Dogma.
Nel 2005 gira Dear Wendy, scritto da Lars von Trier e premiato al festival internazionale del cinema di Mosca. Nel 2008 realizza il video musicale The Day That Never Comes dei Metallica, canzone presente nell'album Death Magnetic. Del 2010 è il film Submarino, tratto dall'omonimo romanzo di Jonas T. Bengtsson (2007). Nel 2012 viene presentato a Cannes il suo nuovo film Il sospetto, grazie al quale Mads Mikkelsen vince il premio alla miglior interpretazione maschile. Il film ottiene anche una nomination all'Oscar come miglior film straniero. Nel 2020 esce il film, Un altro giro, che ottiene due nomination agli Oscar 2021, una come miglior film straniero e una come miglior regista per Vinterberg, vincendo l'Oscar come miglior film straniero.

## Filmografia

### Lungometraggi
- De største helte (1996)
- Festen - Festa in famiglia (Festen) (1998)
- Le forze del destino (It's All About Love) (2003)
- Dear Wendy (2005)
- Riunione di famiglia (En mand kommer hjem) (2007)
- Submarino (2010)
- Il sospetto (Jagten) (2012)
- Via dalla pazza folla (Far from the Madding Crowd) (2015)
- La comune (Kollektivet) (2016)
- Kursk (2018)
- Un altro giro (Druk) (2020)

### Cortometraggi
- Sneblind (1990)
- Drengen der gik baglæns (1994)

### Video musicali
- Metallica – The Day That Never Comes (2008)

### Televisione
- Familier som vores (2024)

## Riconoscimenti
- Premio Oscar
  - 2014 - Candidato al miglior film straniero per Il sospetto
  - 2021 - Miglior film internazionale per Un altro giro
  - 2021 – Candidatura al miglior regista per Un altro giro

- British Academy Film Awards
  - 2021 – Candidatura per il miglior regista per Un altro giro

- European Film Award
  - 2020 – Miglior regista per Un altro giro
  - 2020 – Miglior sceneggiatura per Un altro giro